# میناموتو نو میچیچیکا
میناموتو نو میچیچیکا (به ژاپنی: 源 通親 Minamoto no Michichika)؛ ۱۱۴۹ – ۷ نوامبر ۱۲۰۲) نای‌دایجین در اواخر دوره هی‌آن و اوایل دوره کاماکورا اهل ژاپن بود.